# 이누도 잇신
이누도 잇신(일본어: 犬童 一心, 1960년 6월 24일~)은 일본의 영화감독, 각본가이다.

## 감독 작품

### 영화
- 《기분을 바꿔?》- 1979년 (감독, 각본) ※8mm 영화
- 《미드나잇 드라이빙 시어터》 - 1982년 (감독) ※8mm 영화/옴니버스 영화
- 《빨간 수박 노란 수박》 - 1982년 (감독, 각본) ※16mm 영화
- 《여름이 가득한 이야기》 - 1983년 (감독) ※8mm 영화
- 《금붕어의 일생》 - 1993년 (감독, 각본) ※애니메이션
- 《100번도 더 말한 것》 - 1993년 (감독)
- 《두 사람이 말한다》 - 1995년 (감독, 각본)
- 《오사카 이야기》 - 1999년 (각본)
- 《드림 메이커》 - 1999년 (각본)
- 《금발의 초원》 - 2000년 (감독, 각본, 편집)
- 《환생》 - 2002년 (감독)
- 《조제, 호랑이 그리고 물고기들》 - 2003년 (감독)
- 《전설의 악어, 제이크》 - 2004년
- 《시니바나》 - 2004년 (감독)
- 《우리 개 이야기》 - 2005년 (감독)
- 《터치》 - 2005년 (감독)
- 《메종 드 히미코》 - 2005년 (감독)
- 《황색 눈물》 - 2006년 (감독)
- 《비잔》 - 2007년 (감독)
- 《구구는 고양이다》 - 2008년 (감독)
- 《제로 포커스》 - 2009년 (감독)
- 《무사 노보우: 최후의 결전》 - 2012년 (감독) ※히구치 신지 감독과 공동 감독
- 《MIRACLE 데비쿠로군의 사랑과 마법》 - 2014년 (감독)

## 텔레비전 드라마
- 《전설의 와니, 제이쿠》 - 2001년 (각본) ※애니메이션
- 《사랑과 죽음을 직시하며》 - 2006년 (연출)
- 《엉겅퀴 아가씨의 자장가》 - 2010년 (크리에이티브 디렉터)
- 《부활동의 길》 -2010년 (각본)
- 《이로도리 히무라》 - 2012년
- 《다크 시스템 사랑의 왕좌 결정전》 - 2014년 (기획·시리즈 구성)
- 《세일러 좀비》 - 2014년 (기획·연출·각본)
- 《구구는 고양이다》 - 2014년 (연출)

## PV
- YUKI 《기뻐서 서로 껴안아(うれしくって抱きあうよ)》(2010년)
- FUNKY MONKEY BABYS 《LOVE SONG》(2011년)
- 마에다 아츠코《너는 나다(君は僕だ)》(2012년)
- 엘런펀트 카시마시 《어긋난 것이 좋다(ズレてる方がいい)》(2012년) ※영화 "무사 노보우: 최후의 결전" 주제가

## 수상 내역
- 1979년 피아 필름 페스티벌 입선 - 《기분을 바꿔?》
- 1993년 기린 컨텐프러리 어워드 최우수작품상 - 《금붕어의 일생》
- 1994년 선댄스 영화제 도쿄 그랑프리 - 《두 사람이 말한다》
- 1994년 일본 영화감독협회 신인감독상 - 《두 사람이 말한다》
- 2000년 제11회 유바리국제판타스틱영화제 영판타스틱대상 - 《금발의 초원》
- 2003년 일본 아카데미상 각본상 - 《환생》
- 2005년 제18회 닛칸스포츠 영화대상 감독상 - 《터치》, 《메종 드 히미코》